# Amparo Saus Canet
Amparo Saus Canet   (València, 20 d'octubre de 1889 - Las Palmas de Gran Canaria, 4 de gener de 1971) va ser una soprano valenciana especialitzada en el repertori de sarsuela, concretament en papers per a tiple còmica.
Va formar part de la companyia d'Emili Sagi i Barba i de Lluïsa Vela, estrenant obres com L'ocell blau (1921), amb música de Rafael Millán. L'any següent va estrenar La montería amb música de Jacinto Guerrero, al costat del baríton Frederic Caballé i Pintaluba, que es convertiria en el seu marit i amb qui formaria la companyia Caballé. Amb ell va estrenar obres com ara El perdón del rey (1926), amb música de Rafael Martínez Valls. Després de la sobtada mort de Caballé l'any 1929, Saus va dirigir la companyia en solitari, sota la denominació Caballé de Saus, estrenant amb ella títols com ara La musa gitana (1931), amb partitura de José García Baylac.
Amparo Saus va registrar una abundant fonografia, part de la qual és accessible des de recursos com ara la Biblioteca Digital Hispànica de la Biblioteca Nacional d'Espanya o el lloc web Discography of American Historical Recordings de la Universitat de Califòrnia a Santa Bàrbara.